# Ricardo N. Martínez
Ricardo Néstor Martínez es un paleontólogo argentino, curador de paleovertebrados del Instituto y Museo de Ciencias Naturales de la Universidad Nacional de San Juan. Ha descubierto varios dinosaurios, algunos de ellos considerados los más primitivos conocidos, como son Eoraptor, Eodromaeus, Panphagia, Sanjuansaurus, Adeopapposaurus, Lucianovenator. Además de dinosaurios primitivos, Martínez ha descubierto y publicado una extensa lista de nuevas especies de distintos grupos de paleovertebrados, como ser pterosaurios Pachagnathus y Yelaphomte; Taitalura un lepidosauromorfo considerado antecesor de lagartos y serpientes; Coloradisuchus un protosúchido antecesor de los cocodrilos; Dromomeron un lagerpétido, antecesor de los pterosaurios; Waluchelis una tortuga primitiva. Sus trabajos científicos han sido publicados en revistas especializadas de alto impacto como Science y Nature, entre otras.